# Андовер (тауншип, Миннесота)
Андовер (англ. Andover) — тауншип в округе Полк, Миннесота, США. На 2000 год его население составило 154 человека.

## География
По данным Бюро переписи населения США площадь тауншипа составляет 91,9 км², из которых 91,9 км² занимает суша, водоёмов нет.

## Демография
По данным переписи населения 2000 года здесь находились 154 человека, 52 домохозяйства и 42 семьи. Плотность населения —  1,7 чел./км². На территории тауншипа расположено 55 построек со средней плотностью 0,6 построек на один квадратный километр. Расовый состав населения: 100,00 % белых. Испанцы или латиноамериканцы любой расы составляли 2,60 % от популяции тауншипа.
Из 52 домохозяйств в 42,3 % воспитывались дети до 18 лет, в 80,8 % проживали супружеские пары и в 19,2 % домохозяйств проживали несемейные люди. 13,5 % домохозяйств состояли из одного человека, при том 5,8 % из — одиноких пожилых людей старше 65 лет. Средний размер домохозяйства — 2,96, а семьи — 3,33 человека.
31,8 % населения — младше 18 лет, 5,8 % — в возрасте от 18 до 24 лет, 31,8 % — от 25 до 44, 23,4 % — от 45 до 64, и 7,1 % — старше 65 лет. Средний возраст — 38 лет. На каждые 100 женщин приходилось 105,3 мужчин. На каждые 100 женщин старше 18 приходилось 110,0 мужчин.
Средний годовой доход домохозяйства составлял 53 750 долларов, а средний годовой доход семьи —  58 125 долларов. Средний доход мужчин —  40 000  долларов, в то время как у женщин — 17 188. Доход на душу населения составил 21 486 долларов. За чертой бедности находились _ семей и _ всего населения тауншипа, из которых _ — люди моложе 18 и старше 65 лет.